# Gonzalo Colsa
Gonzalo Colsa Albendea (* 11. Mai 1979 in Santander, Kantabrien) ist ein spanischer Fußballspieler.
Der aus der Jugend von Racing Santander stammende Colsa schaffte nach einem kurzen Engagement bei CD Logroñés im zweiten Versuch den Anlauf in Santander. Der als hoffnungsvolles Talent gepriesene Colsa wurde 2001 von Atlético Madrid verpflichtet. Nach nur einem Jahr und dem verpassten Durchbruch bei einem Spitzenclub ging es für Colsa bei Real Valladolid weiter, welchen er nach wieder nur einem Jahr verließ, um ebenfalls nur ein Jahr für RCD Mallorca zu spielen.
Den Wandervogel Colsa, der nirgendwo so richtig sesshaft wurde, führte sein Weg 2004 zurück zu Atlético Madrid. Nach zwei Jahren in der spanischen Hauptstadt kehrte er 2006 zu seinem alten Arbeitgeber, Racing Santander, zurück. Dort blieb er sechs Jahre und absolvierte in dieser Zeit über 190 Pflichtspiele. Im Sommer 2012 entschied er sich zu einem Wechsel zum CD Mirandés.